# Мариновка (аеродром)
Мариновка — військовий аеродром, розташований неподалік від села Мариновка в Волгоградській області Росії.
На аеродромі базуються літаки розвідники Су-24МР і бомбардувальники Су-24М 11-го змішаного авіаційного полку (ЗАП) 4-ї змішаної авіадивізії 4-ї армії ВПС та ППО.

## Історія
До квітня 1998 року на аеродромі базувався 168-й гвардійський авіаційний бомбардувальний Червонопрапорний авіаційний полк (військова частина 11229) на літаках Су-24 і Су-24М, передислокований 1993 року з с. Діді-Шіракі, Грузія (розформований).
1 січня 2014 року з авіаційної ескадрильї 6970-ї авіабази, що входила до складу 7-ї бригади ВКО було сформовано 2-гу окрему авіаційну ескадрилью. Раніше ці літаки належали 11-му окремому розвідувальному авіаційному Вітебському розвідувальному полку (в/ч 12852), розформованому в листопаді 2009 року, він входив до складу 4-ї армії ВПС і ППО.

### 11-й змішаний авіаційний полк
З 1 грудня 2015 року 2-а окрема авіаційна ескадрилья переформована в 11-й змішаний авіаційний полк. До складу полку увійшли розвідувальна авіаційна ескадрилья на літаках Су-24МР і бомбардувальна авіаційна ескадрилья на літаках Су-24М, передислокована з аеродрому Морозовськ.
11 лютого 2015 року на відстані 7 км від злітно-посадкової смуги аеродрому Маринівка зазнав катастрофи фронтовий бомбардувальник Су-24МР. За попередніми даними, аварія сталася під час заходу на посадку літака, що вилітав на розвідку погоди  . Екіпаж - командир ескадрильї підполковник Кукарцев І. Ю. та старший льотчик майор Волосков А. Ф. загинули.

## Катастрофи та інциденти
- 29 грудня 2011 року близько 20:00 мск під час виконання посадки на аеродромі Мариновка сталося загоряння літака Су-24. За командою керівника польотів екіпаж катапультувався. Літак вибухнув і згорів практично повністю[6].

- 11 лютого 2015 року на відстані 7 км від ЗПС аеродрому Мариновка зазнав катастрофи фронтовий бомбардувальник Су-24МР. За попередніми даними, аварія сталася під час заходу на посадку літака, що вилітав на розвідку погоди[7]. Екіпаж — командир ескадрильї підполковник Кукарцев І. Ю. та старший льотчик майор Волосков А. Ф. загинули.

- 12 вересня 2023 при виконанні навчального польоту за 5 кілометрів від хутора Ложки зазнав аварії літак Су-24 11-го ЗАП[8][9]. Обидва пілоти загинули[10].

### Російсько-українська війна
Під час повномасштабного вторгнення РФ з 2022 аеродром використовується для атак на Україну.
В ніч на 22 серпня 2024 аеродром був атакований кількома десятками БПЛА. Під час атаки вводилось обмеження на використання місцевого повітряного простору, частина авіарейсів була перенаправлена чи затримана. Кілька БПЛА дісталась аеродрому і спричинили маштабну пожежу та вибухи.

## Виноски
1. ↑  військово-космічної оборони